# Ksenia Bolchakova
Ksenia Bolchakova, en cyrillique Ксения Большакова, est une journaliste d'investigation russe, naturalisée française en 2018, et travaillant en France.
En 2022, elle reçoit avec Alexandra Jousset le Prix Albert-Londres de l'audiovisuel pour leur documentaire commun sur le Groupe Wagner.

## Famille et jeunesse
Ksenia Bolchakova naît le 26 mars 1983 à Moscou. Son père travaille pour la Pravda ; en 1986, il est nommé correspondant de l'organe de presse à Paris et y déménage avec toute sa famille, jusqu'à la disparition de l'URSS.
Par la suite, la jeune fille suit un cursus à Sciences Po Paris puis intègre le service des informations générales de BFM TV, avant d'être nommée correspondante pour ce média puis d'autres à Moscou.
Elle acquiert la nationalité française par naturalisation le 3 décembre 2018.

## Carrière
En 2022, elle coréalise avec Alexandra Jousset, avec qui elle s'est liée d'amitié lors de leurs études, le documentaire Wagner, l’armée de l'ombre de Poutine diffusé le 20 février sur France 5. Les deux femmes s'intéressent au sujet depuis 2018 mais ne reçoivent un financement leur permettant de constituer ce documentaire qu'en janvier 2021,.
Le 28 novembre de la même année, les deux femmes reçoivent pour ce reportage le 38e Prix Albert-Londres de l'audiovisuel, récompensant, de l'avis du jury, « une enquête fouillée et implacable », « document[ant] les actions de cette armée de l'ombre, contribuant à nous faire comprendre les enjeux de la géopolitique du Kremlin ».

## Reportages et documentaires
- Sida: A quand son éradication?, avec Aurore Aubin[7], 2017.
- Ukraine: La Fin du monde russe? avec Philippe Lagnier, 2022[8].
- Ukraine, sur les traces des bourreaux (2024).

## Distinctions
- 2022 : Grand Prix du FIGRA[9]